# Proclamation de Kościuszko
La proclamation de Kościuszko est un discours prononcé par le général polonais Tadeusz Kościuszko à Cracovie le 24 mars 1794. 
Ce discours est considéré comme le point de départ de l'insurrection polonaise de 1794, dite « insurrection de Kosciuszko », menée à la suite du deuxième partage de la Pologne (1793) contre les troupes russes et prussiennes occupant la Pologne.

## Contexte
En janvier 1793, la Russie (Catherine II) et la Prusse (Frédéric-Guillaume II) ont effectué le deuxième partage de la Pologne, annexant la moitié du territoire resté polonais après le premier partage (1772). De plus, des garnisons russes et prussiennes d'occupation sont stationnées dans plusieurs villes du pays, notamment Varsovie, aux côtés des garnisons polonaises qui existent encore.
Dès cette époque, une insurrection nationale est envisagée par les patriotes polonais, notamment par des exilés installés à Leipzig, dont Tadeusz Kosciuszko, qui s'est illustré dans la guerre d'indépendance américaine et durant la guerre russo-polonaise de 1792. Un autre groupe patriotique important se trouve à Varsovie.
Au début de 1794, les menaces qui s'accumulent poussent un des conspirateurs, le général Madalinski, à se rebeller à la tête de sa brigade : le 13 mars, il quitte sa garnison d'Ostrolenka pour gagner Cracovie, lieu prévu par Kosciuszko pour lancer l'insurrection. 
Le 23 mars, Kosciuszko arrive à Cracovie, recevant l'allégeance du général Wodzicki, commandant les forces polonaises dans la région. Le lendemain, sur la place principale de la vieille ville de Cracovie, a lieu une cérémonie au cours de laquelle Kosciuszko appelle les Polonais à l'insurrection.  

## Déroulement

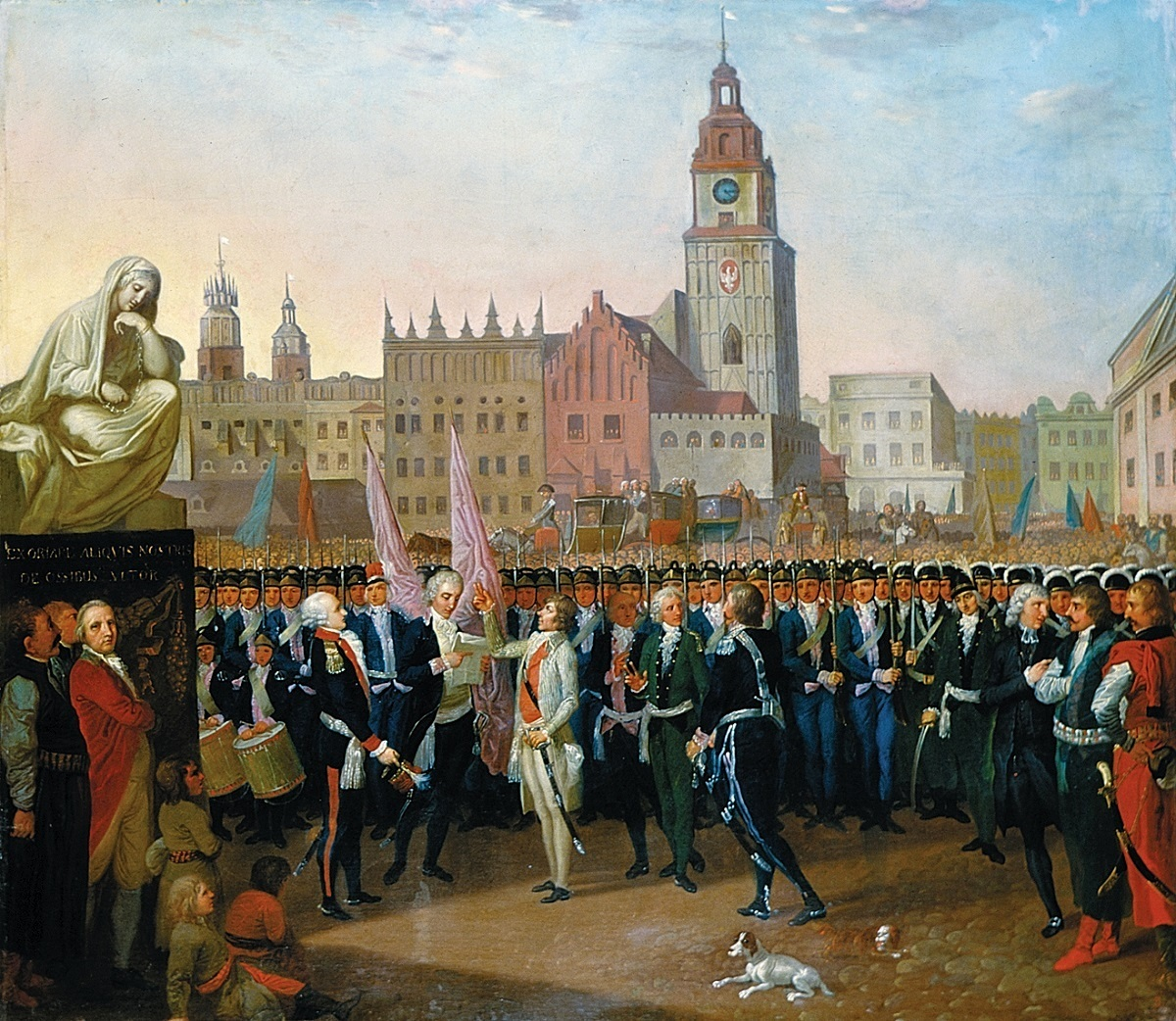
Peinture contemporaine de la proclamation par Franciszek Smuglewicz.

Vers 10 heures du matin, l'acte d'insurrection est lu par le représentant de Cracovie à la Diète. 
Ce texte donne à Tadeusz Kościuszko le commandement des forces armées nationales (en polonais : Siła Zbrojna Narodowa) avec les pleins pouvoirs civils et militaires pour la durée de la guerre, et promet la constitution d'un « Conseil national suprême ». 
Écrit à Leipzig par Hugo Kołłątaj, un partisan des idées de la physiocratie, il commence par ces mots : 

« L'état misérable dans lequel se trouve la Pologne est connu de l'univers ; les indignités des deux puissances voisines et les crimes des traitres à leur pays ont coulé cette nation dans l'abysse de la misère. »

Après cela, Kościuszko prend la parole et prête serment :

« Moi, Tadeusz Kościuszko, par la présente, je jure devant Dieu à la nation polonaise que je n'utiliserai pas les pouvoirs qui me sont conférés pour opprimer qui que ce soit, mais pour défendre l'intégrité des frontières, le retour de la souveraineté de la Nation et le renforcement de la liberté universelle. Que Dieu et l'innocente passion de Son Fils me viennent en aide ! »

## Le Conseil national suprême (10 mai)
Les membres du Conseil national suprême sont nommés par Kościuszko le 10 mai  : il est présidé par Hugo Kollontaj (ministre du Trésor) et composé d'Ignace Potocki (ministre des Affaires étrangères), et des autres ministres (Justice, Sécurité, Armée, Approvisionnement, Affaires nationales et Affaires administratives). 
Le Conseil émet des pièces de monnaie portant la devise « Liberté, Unité, Indépendance – La République, 1794 ».
Kościuszko a par la suite déclaré que le Conseil était composé de « citoyens vertueux et d'amis du peuple, et quand je les ai nommés, je ne voulais pas savoir s'ils étaient paysans, bourgeois ou aristocrates », affirmant ainsi ses conceptions démocrates de la vie politique, dans un pays où jusque-là, seuls les nobles étaient citoyens.

## Sources
- (en) Cet article est partiellement ou en totalité issu de l’article de Wikipédia en anglais intitulé « Kościuszko's proclamation » (voir la liste des auteurs).